# Ottava generazione delle console
L'ottava generazione delle console per videogiochi è iniziata nel 2011 con l'uscita del Nintendo 3DS. Questa generazione è caratterizzata principalmente dalla diffusione di console con architetture simili a quelle usate dai PC, che dovrebbero facilitare le operazioni di porting dei vari giochi da una piattaforma all'altra.
Questa generazione vede inoltre la diffusione di console basate su Android, il cui debutto è cominciato nel 2013 con Ouya, e delle Steam Machine, mini-PC basati su Steam.
Esistono alcuni tablet Android o Windows ai quali si possono collegare delle particolari docking station che li rendono ibridi tra console per videogiochi e tablet, come ad esempio il Wikipad, l'iBen e il Razer Edge Pro.
Nel corso di questa era sono state introdotte varie innovazioni tecnologiche:
- console che supportano lo standard di risoluzione video 4K: PlayStation 4 Pro (2016), Xbox One X (2017)
- supporti per la realtà virtuale: PlayStation VR (2016)
- l'introduzione di una console ibrida tra fissa e portatile, Nintendo Switch (2017), che al momento della sua uscita fu talvolta considerata la prima console di nona generazione[1], per poi essere invece inclusa dalla stampa specializzata nell'ottava.[2][3][4][5]

Questa generazione inoltre vede profondamente cambiato il concetto stesso di generazione di console. Secondo i maggiori produttori infatti non avremo più generazioni ben distinte ogni sette anni circa ma un'evoluzione più frequente delle console, le quali verranno via via potenziate pur restando retrocompatibili con le precedenti, come succede per i PC o per i dispositivi mobili (per esempio le citate PlayStation 4 Pro e Xbox One X).

## Console casalinghe

### Con sistema operativo proprietario
| Nome                       | Wii U | PlayStation 4 | Xbox One |
| -------------------------- | --- | --- | --- |
| Console                    | Logo Wii U · Wii U | Logo PlayStation 4 · PlayStation 4 | Logo XBOX ONE · Xbox One |
| Produttore                 | Nintendo | Sony Interactive Entertainment | Microsoft |
| Data uscita                | 30 novembre 2012 18 novembre 2012 8 dicembre 2012 | 29 novembre 2013 15 novembre 2013 22 febbraio 2014 11 gennaio 2015 | 22 novembre 2013 22 novembre 2013 4 settembre 2014 29 settembre 2014 |
| Supporto di memorizzazione | Wii U Optical Disc 25 GB (50 GB dual layer) | Blu-ray Disc 25 GB (50 GB dual layer) Blu-ray 6x CAV, DVD 8x CAV | Blu-ray Disc 25 GB (50& GB dual layer) |
| Processore CPU             | IBM PowerPC Type 750 3 Cores @ 1.24 GHz | AMD APU Fusion "Jaguar CPU" 8 Cores @ 1.6 GHz x86 64bit | AMD APU Fusion "Jaguar CPU" 8 Cores @ 1.75 GHz x86 64bit |
| Processore GPU             | AMD GPGPU Radeon Latte 5 Compute Units (320 shaders) @550 MHz clock 352 GFLOPs | AMD GPGPU Radeon Liverpool 18 Compute Units (1152 shaders) @800 MHz clock 1.86 TFLOPs | AMD GPGPU Radeon Durango 12 Compute Units (768 shaders) 853 MHz 1.31 TFLOPs (2.6 teorici con dual-lane)                                                                                       |
| RAM                        | 2 GB DDR3 1623 MHz (1 GB per i giochi) System Bandwidth @12.8 GB/s 32 MB eDRAM | 8 GB GDDR5 5502 MHz (5.5 GB per i giochi) System Bandwidth @176.0 GB/s | 8 GB DDR3 2153 MHz - 32MB ESRAM (5 GB per i giochi) System Bandwidth @68.3 GB/s (ESRAM @109GB/s)                                                                                              |
| Archiviazione interna      | Memoria flash interna da 8 o 32 GB, espandibile tramite SD e/o unità hard disk USB (fino a 2 TB) | Hard disk interno da 500 GB o 1 TB (sostituibile), espandibile tramite unità hard disk USB 3.0 (a partire da 256 GB, fino a un massimo di 8 TB)                                                       | Hard disk interno da 500 GB + 8 GB flash eMMC, espandibile tramite unità hard disk USB 3.0 (a partire da 256 GB)                                                                              |
| Supporto TV 3D             | Sì | Sì | Sì |
| Sistema operativo          | Proprietario (HorizonOS, basato su FreeBSD) | Proprietario (Orbis OS, basato su FreeBSD 9) | 3 sistemi operativi di cui 2 proprietari - Xbox OS - Windows 10 - Ulteriore OS che mette in comunicazione i 2 precedenti                                                                      |
| Prezzo di lancio           | 299 € | 399 € | 399 € (senza Kinect) 499 € (con Kinect) |
| Unità vendute              | 13.56 milioni (30 settembre 2018) | 110 milioni (13 maggio 2020) | 43,14 milioni (1º gennaio 2020) |
| Controller                 | - Wii U GamePad - Wii U Pro Controller - Supporta inoltre tutti gli accessori per Wii, utilizzabili sia su giochi Wii (la console è retrocompatibile), sia con giochi Wii U, a discrezione degli sviluppatori: - Wii Remote/Wii Remote Plus (sopra i 4 via Bluetooth) - Wii MotionPlus attaccato (con Wii Remote) - Nunchuk attaccato (con Wii Remote/Remote Plus) - Wii Zapper (inclusa la versione aggiornata con zone per i principali controller e Wii Remote/Remote Plus) - Wii Balance Board - Nintendo 3DS - Nintendo DS (solo in modalità Wii) | - DualShock 4 - PlayStation Move - PlayStation Vita - PlayStation Camera - PlayStation telecomando (per funzioni di play DVD, Blu-ray Disc film, può essere sostituito dal Gamepad) - Playstation App | - Controller Xbox - Kinect One (movimento e comando vocale) - Xbox telecomando (per funzioni di riproduzione film DVD, Blu-ray Disc, può essere sostituito dal Gamepad) - Xbox One SmartGlass |
| Restyling/altre versioni   | | PlayStation 4 Slim, PlayStation 4 Pro | Xbox One S, Xbox One X |

### Con Android
| Nome                                                      | Ouya | GameStick                                                                            | M.O.J.O. | Nvidia Shield                                                                         |
| --------------------------------------------------------- | --- | ------------------------------------------------------------------------------------ | --- | ------------------------------------------------------------------------------------- |
| Console                                                   | Logo Ouya |                                                                                      | |                                                                                       |
| Produttore                                                | Boxer8 | PlayJam                                                                              | Mad Catz | NVIDIA                                                                                |
| Data uscita                                               | 25 giugno 2013 | 15 novembre 2013                                                                     | dicembre 2013 | maggio 2015                                                                           |
| Prezzi di lancio                                          | $ 99 | $ 79,99                                                                              | $ 199,99 | $ 199                                                                                 |
| Supporto di memorizzazione                                | Assente | Assente                                                                              | Assente | Assente                                                                               |
| Processore CPU                                            | ARM Cortex-A9 Quad Core @ 1.7 GHz | Amlogic 8726-MX                                                                      | N.D. | N.D.                                                                                  |
| Processore GPU                                            | NVIDIA GeForce 520 MHz ULP | dual-core Mali 400 GPU at 400 MHz                                                    | NVIDIA Tegra 4 T40S 1.8 GHz | NVIDIA Tegra X1                                                                       |
| RAM                                                       | 1 GB | 1 GB DDR3                                                                            | 2 GB | 3 GB                                                                                  |
| Archiviazione interna                                     | 8 GB flash, espandibile tramite drive USB Online in cloud tramite Google Play Services                                                          | 8 GB flash, espandibile tramite microSD Online in cloud tramite Google Play Services | 16 GB flash, espandibile tramite microSD Online in cloud tramite Google Play Services | 16 GB flash, espandibile tramite microSD Online in cloud tramite Google Play Services |
| Versione di Android                                       | 4.1 Jelly Bean personalizzato Ouya | 4.2 Jelly Bean personalizzato GameStick                                              | 4.2 Jelly Bean | Versione N.D. Ottimizzato per TV                                                      |
| Market Tegrazone                                          | No | No                                                                                   | Si | Si                                                                                    |
| Altri market Android ufficiali oltre a quello predefinito | No | No                                                                                   | Si | No                                                                                    |
| Supporto TV 3D                                            | No | No                                                                                   | No | No (supporta tv 4K Ultra HD ready e Surround 5.1 e 7.1 tramite HDMI)                  |
| Controller                                                | - Controller wireless con due stick analogici, d-pad, otto pulsanti azione, un pulsante di sistema, un touchpad da 3" - Telecomando per Android | - Controller wireless                                                                | - Controller wireless C.T.R.L. con tasti multimediali, all'occorrenza si trasforma in un mouse per controllare il cursore sullo schermo (compatibile con smartphone Android) - Mouse con e senza fili - Tastiera con e senza fili - Telecomando per Android | - Controller wireless                                                                 |

## Console portatili

### Con sistema operativo proprietario
| Nome                 | Nintendo 3DS\|Nintendo 2DS | PlayStation Vita |
| -------------------- | --- | --- |
| Console              | Logo Nintendo 3DS · Logo Nintendo 2DS | Logo PlayStation Vita |
| Produttore           | Nintendo | Sony Computer Entertainment |
| Data di uscita       | 27 marzo 2011 25 marzo 2011 26 febbraio 2011 31 marzo 2011 | 17 dicembre 2011 22 febbraio 2012 22 febbraio 2012 |
| Prezzi di lancio     | ¥25,000 $249.99 £/€ - Scelto dai rivenditori A$349.95 | ¥24,980 / €259,90 / $249,99 versione solo WiFi ¥29,980 / €299,00 / $299,99 versione 3G/WiFi                                                           |
| Prezzi correnti      | ¥15,000 (dall'11 agosto 2011) $169.99 (dal 12 agosto 2011) £/€ - Scelto dai rivenditori A$249.95 (dal 12 agosto 2011) | ¥19.980 yen / € Scelto dai rivenditori / $199 versione solo WiFi (dal 21 agosto 2013) ¥19.980 yen / €199 / $199 versione 3G/WiFi (dal 21 agosto 2013) |
| Unità vendute        | 75.77 milioni (31 marzo 2020) | 16.50 milioni (ottobre 2018) |
| Peso                 | 230 g | 279 g Versione 3G/WiFi e 260 g Versione WiFi |
| Dimensioni           | Larghezza: 134 mm Altezza: 21 mm Profondità: 74 mm | Larghezza: 182 mm Altezza: 18,6 mm Profondità: 83,5 mm                                                                                                |
| Processore CPU       | 2x ARM11 1xARM946 | ARM Cortex TM-A9 (quad core) - Frequenza: undercloccato a 1 GHz (max 2 GHz)                                                                           |
| Processore GPU       | DMP PICA200 - Frequenza: 200 MHz - VRAM: 4 MB - Capacità: 15,3 milioni di poligoni/sec e 800 milioni di pixel/sec - Supporti: Illuminazione pixel, Texture procedurali, anti-aliasing e Riproduzione contenuti 2D/3D allo stesso tempo - Profondità di Colore: 24 bit (16,7 milioni) | SGX543MP4+ (128 MB di vram) |
| Schermo              | Schermo in alto: 3.53 in (90 mm), Barriera di parallasse (3D) LCD 800×240 px (400 × 240 px per occhio) Touchscreen: 77 mm, 320 × 240 QVGA | 127 mm OLED 960×544 px |
| Schermo 3D integrato | Si | No |
| Restyling            | Nintendo 3DS XL, Nintendo 2DS, New Nintendo 3DS, New Nintendo 3DS XL, New Nintendo 2DS XL | PlayStation Vita 2000, PlayStation TV |

### Con Android
| Nome                 | Nvidia Shield Portable                                                                                      |
| -------------------- | --- |
| Console              | Logo Nvidia Shield                                                                                          |
| Produttore           | NVIDIA |
| Data uscita          | 31 luglio 2013 TBA                                                                                          |
| Prezzi di lancio     | $349 |
| Prezzi correnti      | N.D. |
| Unità vendute        | N.D. |
| Peso                 | 579 g |
| Dimensioni           | N.D. |
| Processore CPU       | Tegra 4 ARM Cortex-A15 Quad Core @1.9 GHz                                                                   |
| Processore GPU       | GPU a 72 core                                                                                               |
| Schermo              | 127 mm Touchscreen LCD HD 1280x720px (294 ppi) Connessione HDMI alla TV, con supporto a video 1080p HD e 4K |
| Versione di Android  | 4.1 Jelly Bean                                                                                              |
| Market Tegrazone     | Si |
| Schermo 3D integrato | No |

### Steam Machine con Steam
N.B: I gamepad sono prodotti da Valve Corporation
| Nome                       | Pandora Machine | Alienware Alpha |
| -------------------------- | --- | --- |
| Produttore                 | Pandora Machine Team                                                                                                   | Alienware |
| Data uscita                | 2015 | novembre 2015 |
| Supporto di memorizzazione | - Giochi distribuiti tramite Steam - DVD - Blu-ray Disc                                                                | - Giochi distribuiti tramite Steam |
| Processore CPU             | Genuine Intel x64 | - Modello A: Intel® Core™ i3 Dual-Core processor - Modello B: Intel® Core™ i3 Dual-Core processor - Modello C: Intel® Core™ i5 Quad-Core processor - Modello D: Intel® Core™ i7 Quad-Core processor |
| Processore GPU             | AMD 6,5 GHz, 1 GB DDR5, 1,97TFLOPS                                                                                     | - Modello A: NVIDIA® Geforce® GTX – 2GB GDDR5 - Modello B: NVIDIA® Geforce® GTX – 2GB GDDR5 - Modello C: NVIDIA® Geforce® GTX – 2GB GDDR5 - Modello D: NVIDIA® Geforce® GTX – 2GB GDDR5             |
| RAM                        | 8 GB DDR3 1623 MHz | - Modello A: 4 GB DDR3L 1600 MHz - Modello B: 8 GB Dual Channel DDR3L 1600 MHz - Modello C: 8 GB Dual Channel DDR3L 1600 MHz - Modello D: 8 GB Dual Channel DDR3L 1600 MHz                          |
| Archiviazione interna      | 500 GB | - Modello A: 500 GB - Modello B: 1 TB - Modello C: 1 TB - Modello D: 2 TB |
| Supporto TV 3D             | Si | N.D. |
| Sistema operativo          | Pandora OS/Pandora Dashboard basato su Windows con client Steam e Media center XBMC                                    | Steam OS |
| Prezzo di lancio           | € 599,00 | Da $ 479.99 |
| Unità vendute              | N.D. | N.D. |
| Controller                 | - Wireless Gamepad XINPUT standard - Wireless Mini Keyboard W//Trackball - Supporto per tutti gli accessori di Windows | - Steam Controller - Supporto per tutti gli accessori USB |

## Console ibride
Un caso particolare è quello del Nintendo Switch, console ibrida che ha di fatto rimpiazzato il Wii U. Per questo motivo al suo annuncio è stato talvolta considerato la prima console di nona generazione, salvo poi essere comunemente incluso nell'ottava.
| Nome                       | Nintendo Switch                                                          |
| -------------------------- | ------------------------------------------------------------------------ |
| Console                    |                                                                          |
| Produttore                 | Nintendo                                                                 |
| Data uscita                | 3 marzo 2017                                                             |
| Supporto di memorizzazione | Scheda di gioco                                                          |
| Processore CPU             | Tegra: quad core ARM Cortex A57 fino a un massimo di 2 GHz, 2MB L2 cache |
| Processore GPU             | Tegra: NVIDIA Maxwell 256 CUDA cores (max 1GHz)                          |
| RAM                        | 1600 MHz 4GB LPDDR4 (2+2 GB) Condivisi tra CPU E GPU                     |
| Archiviazione interna      | 32 GB espandibile tramite schede di memoria micro-SD XC (fino a 2 TB)    |
| Supporto TV 3D             | No                                                                       |
| Schermo                    | Touch Screen 6,2" (display IPS a 720p)                                   |
| Sistema operativo          | Programmato con FreeBSD                                                  |
| Prezzo di lancio           | € 329                                                                    |
| Unità vendute              | 122,5 milioni (31 dicembre 2022)                                         |
| Controller                 | Joy-Con, Nintendo Switch Pro Controller                                  |